# Fjällgröna
Fjällgröna (Diapensia lapponica) är en 
art i familjen fjällgröneväxter med cirkumboreal utbredning. I Norden förekommer arten i högfjällen i nordligaste Finland, Lappland, Jämtland, Härjedalen, samt i Norge ned till 61° nordlig bredd. I nordligaste Skandinavien går arten ända ned till havets nivå. Växtlokalerna är de torra, vidöppna fjällhedarna.
Det är en liten högfjällsväxt med smala läderartade, vintergröna blad. Fjällgrönan är en härdig xerofyt av de hårbladiga växternas kategori.

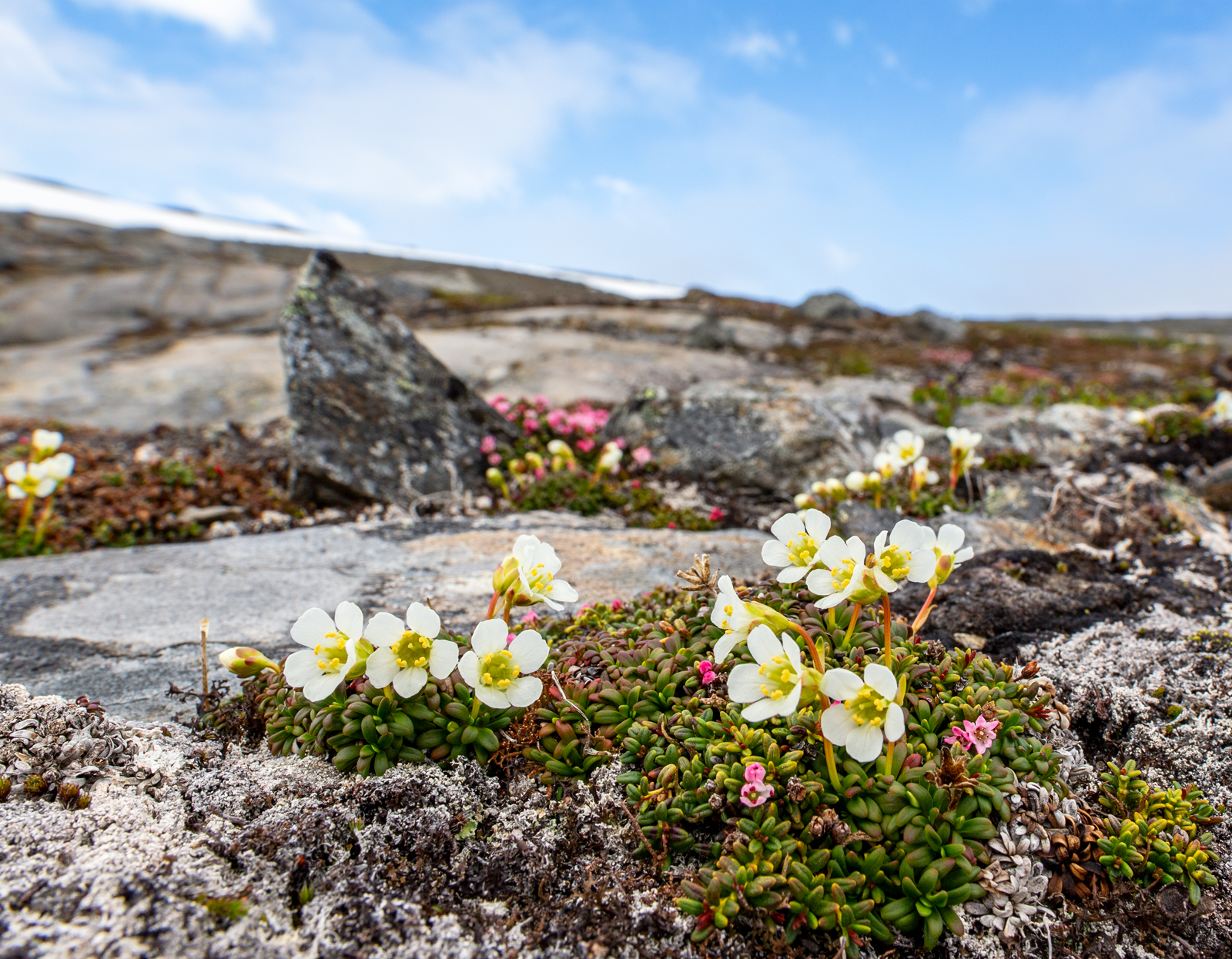
Fjällgröna. Sørfold kommun, Norge.

## Underarter
Två underarter kan urskiljas:
- subsp. lapponica - har smalt spatellika blad och tätt, tuvat växtsätt. Den förekommer i östra Nordamerika, Grönland, Island, Skottland, Skandinavien och nordvästra Ryssland.
- subsp. obovata har omvänt äggrunda blad, och mer utbrett växtsätt. Den förekommer i nordöstra Ryssland, Koreahalvön, Japan, Aleuterna, Alaska och i Yukon.

## Synonymer
subsp. lapponica
- Diapensia japonica J.F.Gmelin
- Diapensia japponica Lamarck
- Diapensia lapponica f. rosea (Hultén) P.J.Scott & R.T.Day
- Diapensia lapponica var. genuina E.A.Busch
- Diapensia lapponica var. rosea Hultén

subsp. obovata (F.Schmidt) Hultén 
- Diapensia japonica var. obovata F.Schmidt
- Diapensia lapponica var. obovata F.Schmidt
- Diapensia obovata (F.Schmidt) Nakai & Koidz.
- Diapensia obtusifolia Salisbury